# Yvonne Anders
Yvonne Anders (* 1977) ist eine deutsche Psychologin, Pädagogin und Hochschullehrerin.

## Leben
Yvonne Anders studierte Psychologie, Soziologie und Mathematik an der Universität Münster. Das Studium schloss sie 2001 mit einem Diplom in Psychologie ab. 2003 promovierte sie in Münster und 2015 erfolgte die Habilitation an der Universität Bamberg. Anders erhielt die Venia legendi für Pädagogische Psychologie und Empirische Bildungsforschung. Von 2012 bis 2019 war sie Professorin für Erziehungswissenschaft mit dem Schwerpunkt „Frühkindliche Bildung und Erziehung“ an der FU Berlin. Seit 2019 bekleidet sie den Lehrstuhl für Frühkindliche Bildung und Erziehung an der Universität Bamberg. 
Seit 2020 ist sie research affiliate am Leibniz-Institut für Bildungsverläufe. Im gleichen Jahr wurde sie Mitglied im Aktionsrat Bildung. Des Weiteren ist Anders berufenes Mitglied der Ständigen Wissenschaftlichen Kommission der Kultusministerkonferenz.

## Schriften (Auswahl)
- mit Wolfgang Tietze, Itala Ballaschk: Wissenschaftliche Untersuchungen zur Arbeit der Stiftung „Haus der kleinen Forscher“, SCHUBI Lernmedien AG, Schaffhausen 2014, ISBN 978-3-86723-560-0.
- mit Ilonca Hardy, Sabina Pauen, Jörg Ramseger, Beate Sodian, Mirjam Steffensky: Early science education. Goals and process-related quality criteria for science teaching, Barbara Budrich Verlag, Opladen/Berlin 2018, ISBN 978-3-8474-0559-7.